# Tamara Nikolajewna Lissizian
Tamara Nikolajewna Lissizian (* 3. März 1923 in Tiflis, Transkaukasische Sozialistische Föderative Sowjetrepublik; † 29. November 2009 in Moskau) war eine georgische bzw. sowjetische Regisseurin und Filmautorin.

## Leben
1941, als Studentin, meldete sie sich freiwillig, um an der Kriegsfront zu kämpfen. Sie kam kurzzeitig in deutsche Kriegsgefangenschaft. Nach ihrer Flucht schloss sie sich den Kampfhandlungen wieder an. Im Jahr 1945 heiratete sie den Sohn von Luigi Longo (dem späteren Sekretär der Italienischen Kommunistischen Partei). Von 1946 bis 1952 lebte sie mit ihrem Mann in Rom und arbeitete als Vertreterin einer sowjetischen Filmexport-Agentur.
Nach ihrer Scheidung kehrte Lissizian nach Moskau zurück und nahm ihr Studium der Regie am staatlichen Institut für Film in Moskau wieder auf. Gleichzeitig arbeitete sie an der Übersetzung italienischer Filme ins Russische. Mit dem Film Sombrero absolvierte sie 1959 ihr Diplom.
Lissizians Dokumentarfilm Russia sotto inchiesta, der als Propagandafilm rezipiert wird, war der erste Film, der in der UdSSR von einer Crew aus dem Westen gedreht wurde. Ihre Spionage-Thriller Na granatovykh ostrovakh von 1981 und Tanya villy‚ Greta’ von 1983 werden als sowjetische Antwort auf die 007-Filme verstanden, in denen US-Amerikaner die Antagonisten-Rolle übernehmen.

## Filmografie
(Quelle:)
- 1959: Sombrero (Regisseurin)
- 1963: Russia sotto inchiesta (Regisseurin)
- 1973: Tschipollino (Regisseurin und Autorin)
- 1978: Wolschebny golos Dschelsomino (Regisseurin und Autorin)
- 1981: Na Granatowych ostrowach (Regisseurin)
- 1984: Taina Villy „Greta“ (Das Geheimnis der Villa „Greta“) (Regisseurin und Autorin)
- 1987: Sagadotschny naslednik (Regisseurin und Autorin)